# Вага (теорія представлень)
У теорії представлень вагою алгебри A над полем F називається гомоморфізм із A у поле F, або еквівалентно одновимірне представлення A над полем  F. Воно є певною мірою аналогом мультиплікативного характеру групи. Подібне поняття також є для алгебр Лі, у цьому випадку вага представлення є узагальненням власного значення, і відповідний власний простір називається ваговим простором.

## Мотивація і загальне поняття
Для множини матриць S , кожна з яких є діагоналізовною і які комутують завжди можна одночасно діагоналізувати всі елементи S. У випадку алгебрично замкнутого поля це еквівалентно тому, що будь-яка множина S напівпростих лінійних операторів скінченновимірного векторного простору V існує базис простору V елементи якого є власними векторами усіх лінійних операторів із S. Кожен із цих спільних власних векторів v ∈ V визначає лінійний функціонал на підалгебрі U у  End(V) породженій множиною S; цей функціонал зіставляє кожному елементу U його власне значення для власного вектора v. Це відображення є мультиплікативним, і образом одиничного відображення є 1; тобто дане відображення є гомоморфізмом алгебри U у базове поля. Це узагальнення власного значення є прототипом поняття ваги.
Поняття ваги є пов'язаним із поняттям мультиплікативного характеру  у теорії груп, тобто із гомоморфізмом χ із групи G у мультиплікативну групу поля F. Відображення χ: G → F× задовольняє χ(e) = 1 (де e є одиничним елементом G) і
{\displaystyle \chi (gh)=\chi (g)\chi (h)} для всіх g, h у G.
Справді, якщо G діє на векторному просторі V над полем F, кожен власний простір для усіх елементів G, якщо такий існує, задає мультиплікативний характер на G: власне значення на цьому спільному власному просторі для кожного елемента групи.
Поняття мультиплікативного характеру можна розширити для кожної алгебри A над полем F, замінивши χ: G → F× на лінійний функціонал χ: A → F для якого:
{\displaystyle \chi (ab)=\chi (a)\chi (b)}
для всіх a, b у A. Якщо алгебра A діє на векторному просторі V над полем F то будь-який спільний власний простір задає гомоморфізм із A у F, що присвоює кожному елементу A його власне значення.
Якщо A є алгеброю Лі (яка загалом не є асоціативною алгеброю), тоді замість вимоги мультиплікативності характеру вимагається щоб він відображав дужки Лі у відповідний комутатор; але оскільки F є комутативним це означає що значення характеру має бути рівним нулю: χ([a,b])=0. 
Вагою на алгебрі Лі g над полем F називається лінійне відображення λ: g → F  із λ([x, y])=0 для всіх x, y у g. Відповідно будь-яка вага на алгебрі Лі g є рівною нулю на похідній алгебрі [g,g] і тому повністю визначається вагою на комутативній алгебрі Лі g/[g,g]. Тому фактично поняття ваги становить інтерес саме для комутативних алгебр Лі, де вони зводяться до поняття узагальненого власного значення для комутуючих лінійних операторів.
Якщо G є групою Лі або алгебричною групою, то мультиплікативний характер θ: G → F× задає вагу χ = dθ: g → F на відповідній алгебрі Лі за допомогою диференціювання.

## Ваги у теорії представлень напівпростих алгебр Лі
Нехай {\displaystyle {\mathfrak {g}}} — напівпроста алгебра Лі над алгебрично замкнутим полем і {\displaystyle {\mathfrak {h}}}— її підалгебра Картана. Підалгебра Картана є комутативною і тому для неї має зміст поняття ваги як воно подано у вступному розділі. Ці поняття зокрема також специфічне поняття коренів (які є ненульовими вагами для приєднаного представлення) відіграють ключову роль у вивченні і класифікації напівпростих алгебр Лі і їх представлень.

### Вага представлення
Нехай V — представлення алгебри Лі {\displaystyle {\mathfrak {g}}} над алгебрично замкнутим полем F і λ — лінійний функціонал на {\displaystyle {\mathfrak {h}}}. Тоді ваговим простором V з вагою λ називається підпростір {\displaystyle V_{\lambda }} за означенням рівний
{\displaystyle V_{\lambda }:=\{v\in V:\forall H\in {\mathfrak {h}},\quad H\cdot v=\lambda (H)v\}}.
Вагою представлення V називається лінійний функціонал λ для якого ваговий простір є ненульовим. Ненульові елементи вагового простору називаються ваговими векторами. Вагові вектори є одночасно власними векторами для дії усіх елементів {\displaystyle {\mathfrak {h}}}. Відповідні власні значення задає функціонал λ.
Множина
{\displaystyle V'=\bigoplus _{\lambda \in {\mathfrak {h}}^{*}}V_{\lambda }}
є прямою сумою різних вагових просторів і V' є підмодулем V. Якщо V = V' то V називається ваговим модулем. Зокрема у випадку скінченновимірних представлень V завжди є рівним прямій сумі своїх вагових просторів. Звідси випливає також скінченність множини ваг у цьому випадку.

### Дія кореневих векторів
Якщо V є приєднаним представленням алгебри {\displaystyle {\mathfrak {g}}} то ненульові ваги V називаються коренями, вагові простори називаються кореневими просторами, а вагові вектори - кореневими векторами. А саме, лінійний функціонал {\displaystyle \alpha } на {\displaystyle {\mathfrak {h}}} називається коренем, якщо {\displaystyle \alpha \neq 0} і існує ненульовий {\displaystyle X} у {\displaystyle {\mathfrak {g}}} для якого
{\displaystyle [H,X]=\alpha (H)X}
для всіх {\displaystyle H} у {\displaystyle {\mathfrak {h}}}. Корені напівпростої алгебри Лі утворюють систему коренів у абстрактному означенні. 
Система коренів повністю визначає відповідну напівпросту алгебру Лі і використовується для їх класифікації. Для теорії представлень основне значення має такий результат: Якщо V є представленням {\displaystyle {\mathfrak {g}}}, v є ваговим вектором з вагою {\displaystyle \lambda } і X  — кореневим вектором з коренем {\displaystyle \alpha }, то
{\displaystyle H\cdot (X\cdot v)=[(\lambda +\alpha )(H)](X\cdot v)}
для всіх H у {\displaystyle {\mathfrak {h}}}. Тобто {\displaystyle X\cdot v} є або нульовим вектором або ваговим вектором з вагою {\displaystyle \lambda +\alpha }. Тобто при дії {\displaystyle X} ваговий простір з вагою {\displaystyle \lambda } відображається у ваговий простір з вагою {\displaystyle \lambda +\alpha }.

### Цілочисловий елемент

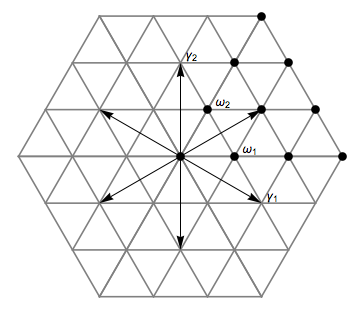
Цілочислові елементи (трикутна ґратка), домінантні цілочислові елементи (чорні точки), і фундаментальні ваги для sl(3,C)

Нехай {\displaystyle {\mathfrak {h}}_{0}^{*}} — дійсний простір {\displaystyle {\mathfrak {h}}^{*}} що є дійсною оболонкою коренів {\displaystyle {\mathfrak {g}}}. Введемо на ньому скалярний добуток одержаний із форми Кіллінга. Вся ця побудова має зміст оскільки усі значення форми Кіллінга на коренях є раціональними числами і форму можна лінійно поширити на дійсну лінійну оболонку отримавши при цьому скалярний добуток. Цей скалярний добуток також буде інваріантним щодо групи Вейля, яка є породженою відбиттями щодо гіперплощин ортогональних до коренів. За допомогою скалярного добутку можна ідентифікувати {\displaystyle {\mathfrak {h}}_{0}^{*}} із відповідним простором {\displaystyle {\mathfrak {h}}_{0}}. Також можна ввести поняття кокореня для кореня {\displaystyle \alpha } як 
{\displaystyle H_{\alpha }=2{\frac {\alpha }{\langle \alpha ,\alpha \rangle }}}.
Елемент {\displaystyle \lambda \in {\mathfrak {h}}_{0}} називається цілочисловим якщо
{\displaystyle \langle \lambda ,H_{\alpha }\rangle =2{\frac {\langle \lambda ,\alpha \rangle }{\langle \alpha ,\alpha \rangle }}\in \mathbf {Z} }
для всіх коренів {\displaystyle \alpha }. Мотивацією для цієї умови є те що кокорінь {\displaystyle H_{\alpha }} можна ідентифікувати із елементом H у стандартній базі {\displaystyle {X,Y,H}} для sl(2,F)-підалгебри у g. Відповідно до стандартних результатів для sl(2,F), власні значення {\displaystyle H_{\alpha }} для будь-якого скінченновимірного представлення є цілими числами. Тому вага будь-якого скінченновимірного представлення {\displaystyle {\mathfrak {g}}} є цілочисловою.
Фундаментальними вагами {\displaystyle \omega _{1},\ldots ,\omega _{n}} називаються ваги, що утворюють базис у {\displaystyle {\mathfrak {h}}_{0}} що є двоїстим до множини  кокоренів, що відповідають простим кореням. Тобто фундаментальні ваги задаються умовами
{\displaystyle 2{\frac {\langle \omega _{i},\alpha _{j}\rangle }{\langle \alpha _{j},\alpha _{j}\rangle }}=\delta _{i,j}}
де  {\displaystyle \alpha _{1},\ldots \alpha _{n}} є простими коренями. Елемент {\displaystyle \lambda } є цілочисловим, якщо і тільки якщо він є цілочисловою комбінацією фундаментальних ваг. Множина всіх {\displaystyle {\mathfrak {g}}}-цілочислових ваг є ґраткою у {\displaystyle {\mathfrak {h}}_{0},} що називається ваговою ґраткою для {\displaystyle {\mathfrak {g}}} і позначається {\displaystyle P({\mathfrak {g}})}. 
На малюнку зображено приклад алгебри Лі sl(2,F), система коренів якої є системою {\displaystyle A_{2}}. У цьому випадку є два прості корені, {\displaystyle \gamma _{1}} і {\displaystyle \gamma _{2}}. Перша фундаментальна вага, {\displaystyle \omega _{1}}, є ортогональною до {\displaystyle \gamma _{2}} і ортогонально відображається на половину {\displaystyle \gamma _{1}}; подібні властивості також виконуються для {\displaystyle \omega _{2}}. Ваговою ґраткою у цьому випадку є трикутна ґратка.
Якщо алгебра Лі {\displaystyle {\mathfrak {g}}} є алгеброю Лі групи Лі G то {\displaystyle \lambda \in {\mathfrak {h}}_{0}} називається аналітично цілочисловим (G-цілочисловим) елементом якщо кожен t у {\displaystyle {\mathfrak {h}}} для якого {\displaystyle \exp(t)=1\in G} задовольняє властивість {\displaystyle \langle \lambda ,t\rangle \in 2\pi i\mathbf {Z} }. Якщо представлення {\displaystyle {\mathfrak {g}}} є диференціалом представлення G, тоді будь-яка вага представлення буде G-цілочисловою. Для напівпростої групи G множина всіх G-цілочислових ваг є підґраткою P(G) ⊂ P({\displaystyle {\mathfrak {g}}}). Якщо G є однозв'язною, то P(G) = P({\displaystyle {\mathfrak {g}}}). Якщо G не є однозв'язною, то ґратка P(G) є меншою P({\displaystyle {\mathfrak {g}}}) і їх факторгрупа є ізоморфною фундаментальній групі G.

### Часткове впорядкування на множині ваг
На множині ваг можна ввести часткове упорядкування, яке використовується при описі і класифікації представлень алгебри g. Нехай R — множина коренів і {\displaystyle R^{+}} — додатні корені.
Нехай {\displaystyle \mu } і {\displaystyle \lambda } — два елементи у {\displaystyle {\mathfrak {h}}_{0}}. Елемент {\displaystyle \mu } називається  вищим або старшим, ніж {\displaystyle \lambda } (позначається {\displaystyle \mu \succeq \lambda }), якщо {\displaystyle \mu -\lambda } є лінійною комбінацією додатних коренів із невід'ємними цілими коефіцієнтами.

### Домінантні ваги
Цілочисловий елемент λ називається домінантним якщо {\displaystyle \langle \lambda ,\gamma \rangle \geq 0} для кожного додатного кореня γ. Еквівалентно, λ є домінантним якщо він є невід'ємною цілочисловою комбінацією фундаментальних ваг. У випадку {\displaystyle A_{2}}, домінантні цілочислові елементи належать сектору із кутом 60 градусів.
Множина всіх λ (не обов'язково цілочислових) для яких {\displaystyle \langle \lambda ,\gamma \rangle \geq 0} називається замкнутою фундаментальною камерою Вейля асоційованою із даною множиною додатних коренів.

### Теорема про старшу вагу
Вага {\displaystyle \lambda } представлення {\displaystyle V} алгебри {\displaystyle {\mathfrak {g}}} називається старшою вагою якщо кожна інша вага {\displaystyle V} є меншою, ніж {\displaystyle \lambda }. 
Представлення (не обов'язково скінченновимірне) V {\displaystyle {\mathfrak {g}}} називається модулем найвищої ваги якщо воно є породжене ваговим вектором v ∈ V який переходить у нуль при дії будь-якого додатного кореневого вектора у {\displaystyle {\mathfrak {g}}}. Кожен незвідний {\displaystyle {\mathfrak {g}}}-модуль із старшою вагою є модулем старшої ваги, але у нескінченновимірному випадку, модуль старшої ваги може не бути незвідним. 
Теорія незвідних представлень алгебри {\displaystyle {\mathfrak {g}}} значною мірою будується на ідеї старшої ваги. Ключовим результатом тут є теорема про старшу вагу, яка стверджує що
(1) Для кожного незвідного скінченновимірного представлення існує старша вага,
(2) Старша вага є завжди домінантним, цілочисловим елементом,
(3) Два незвідні (можливо нескінченновимірні) представлення  із однаковою старшою вагою є ізоморфними,
(4) Кожен елемент є старшою вагою деякого незвідного представлення,
(5) Представлення зі старшою вагою є скінченновимірним тоді і тільки тоді коли ця вага є цілочисловою і домінантною. Таким чином існує ізоморфізм між домінантними цілочисловими вагами і класами ізоморфізму скінченновимірних незвідних представлень алгебри Лі.

### Ваги незвідних скінченновимірних представлень
Якщо {\displaystyle \lambda } є вагою деякого незвідного скінченновимірного представлення, а {\displaystyle \alpha }— коренем алгебри Лі, то існують цілі числа {\displaystyle r\geqslant 0\geqslant q} для яких  {\displaystyle r-q=2{\frac {\langle \lambda ,\alpha \rangle }{\langle \alpha ,\alpha \rangle }}} і всі лінійні функціонали виду {\displaystyle \lambda +i\alpha ,\;\;r\geqslant i\geqslant q} є вагами, тобто утворюється неперервна послідовність елементи якої відрізняються на  {\displaystyle \alpha }. До того ж відбиття у щодо гіперплощини ортогональної до {\displaystyle \alpha }просто розвертає порядок у цій послідовності. Зокрема якщо {\displaystyle \lambda }є старшою вагою, то для всіх {\displaystyle \alpha } число r є рівним нулю.
Для незвідного  скінченновимірного представлення із старшою вагою {\displaystyle \lambda }цілочисловий елемент {\displaystyle \alpha } є вагою тоді і тільки тоді, коли він і всі його спряжені щодо дії групи Вейля елементи є нижчими, ніж {\displaystyle \lambda }.
Для розмірності незвідного скінченновимірного представлення {\displaystyle V_{\lambda }} із старшою вагою {\displaystyle \lambda }виконується формула Вейля
{\displaystyle \dim(V_{\lambda })={\prod _{\alpha \in R^{+}}(\lambda +\rho ,\alpha ) \over \prod _{\alpha \in R^{+}}(\rho ,\alpha )}}
де {\displaystyle \rho }позначає суму додатних коренів поділену на 2. 
Якщо {\displaystyle \omega _{1},\ldots ,\omega _{n}}є системою фундаментальних ваг, то {\displaystyle V_{\omega _{i}}}називаються фундаментальними незвідними модулями.
Значення фундаментальних незвідних модулів полягає у тому, що якщо вони відомі, то всі інші незвідні скінченновимірні модулі (що перебувають у взаємно однозначній відповідності із цілочисловими домінантними вагами) отримуються як підмодулі їх тензорних добутків. Зокрема якщо {\displaystyle \lambda =m_{1}\omega _{1}+\ldots +m_{n}\omega _{n}}то {\displaystyle V_{\lambda }} є підмодулем тензорного добутку {\displaystyle \bigotimes _{i=1}^{n}V_{\omega _{i}}^{m_{i}}}, де {\displaystyle V_{\omega _{i}}^{m_{i}}}позначає тензорний степінь.
Модулі {\displaystyle V_{\omega _{1}}}, що відповідають фундаментальним вагам {\displaystyle \omega _{1}} називаються базовими фундаментальними. Більшість інших фундаментальних модулів можна отримати як зовнішні добутки базових фундаментальних модулів. 
Зокрема для класичних алгебр типу An розмірність базових фундаментальних модулів є рівною n+1, а всі інші фундаментальні модулі отримуються як {\displaystyle V_{\omega _{i}}=\wedge ^{i}V_{\omega _{1}}} і відповідно для розмірностей цих модулів виконується рівність {\displaystyle \dim V_{\omega _{i}}=C_{n+1}^{i},} де {\displaystyle C_{n+1}^{i}}позначає біноміальний коефіцієнт.
Для класичних алгебр типу Bn розмірність базових фундаментальних модулів є рівною 2n+1, фундаментальні модулі для фундаментальних ваг {\displaystyle \omega _{1},\ldots ,\omega _{n-1}} отримуються як {\displaystyle V_{\omega _{i}}=\wedge ^{i}V_{\omega _{1}}} і відповідно для розмірностей цих модулів виконується рівність {\displaystyle \dim V_{\omega _{i}}=C_{2n+1}^{i}.} Фундаментальний модуль для фундаментальної ваги {\displaystyle \omega _{n}}для алгебри Bn  має розмірність 2n і його можна отримати із алгебри Кліффорда простору {\displaystyle V_{\omega _{1}}}.
Для класичних алгебр типу Dn розмірність базових фундаментальних модулів є рівною 2n, фундаментальні модулі для фундаментальних ваг {\displaystyle \omega _{1},\ldots ,\omega _{n-2}} отримуються як {\displaystyle V_{\omega _{i}}=\wedge ^{i}V_{\omega _{1}}} і відповідно для розмірностей цих модулів виконується рівність {\displaystyle \dim V_{\omega _{i}}=C_{2n}^{i}.}Фундаментальні модулі для фундаментальних ваг {\displaystyle \omega _{n-1},\omega _{n}}для алгебри Dn  обидва мають розмірність 2n і їх можна отримати із алгебри Кліффорда простору {\displaystyle V_{\omega _{1}}}.
Для класичних алгебр типу Cn розмірність базових фундаментальних модулів є рівною 2n, фундаментальні модулі для інших фундаментальних ваг отримуються як ядра деяких лінійних відображень із {\displaystyle \wedge ^{i}V_{\omega _{1}}}у {\displaystyle \wedge ^{i-2}V_{\omega _{1}}}і для розмірностей цих модулів виконується рівність {\displaystyle \dim V_{\omega _{i}}=C_{2n}^{i}-C_{2n}^{i-2}.}